# Хиперион (часопис)
«Хиперион» (болг. Списание „Хиперион“) — щомісячний часопис про літературу та мистецтво, видавався в Софії з 1922 по 1931 рік.

## Історія
Перше видання часопису побачило світ 1 квітня 1922 року. Хиперион — найбільший болгарський символістичний журнал, він відображає ідейні принципи письменників-символістів і модерністів. До редакційного комітету входили: Теодор Траянов, Іван Радославов та Людмил Стоянов. У часописі публікувалися роботи Владимира Димитрова-Майстори, Васіла Захарієва, Івана Мілєва, Дечко Узунова, Васіла Стойлова, Сірака Скітніка.